# Сидельников, Андрей Анатольевич
Андрей Анатольевич Сидельников (укр. Андрій Анатолійович Сідельніков; род. 27 сентября 1967, Ровеньки, Луганская область) — советский и украинский футболист, защитник, полузащитник, нападающий. Мастер спорта СССР (1986). Мастер спорта СССР международного класса (1990).

## Биография
Начинал как нападающий. Забив 18 мячей за дубль днепропетровского «Днепра» в чемпионате СССР 1987 года, сразу же попал на карандаш главному тренеру основного состава Евгению Кучеревскому. В чемпионском сезоне-1988 «Днепра» провёл в основе 8 матчей, забил гол московскому «Торпедо».
В 1990 году на чемпионате Европы в составе молодёжной сборной забил решающий гол немцам в дополнительное время, в играх с югославами забил два гола, решивших судьбу чемпионата.
Всего в высшей лиге чемпионата СССР, выступая за «Днепр», провёл 87 матчей и забил 8 голов.
В 1992 году перешёл в «Ваттеншайд», где ему предложили контракт сразу после первой тренировки. Сумма трансфера составила 1 миллион марок (500 тысяч долларов) и контракт на 3 года. Клуб дал ему 5-комнатную квартиру и 190-й «Мерседес». Зарплата составила 8 тысяч марок.
Сразу же получил травму (приехал с незалеченной голенью). Лечился 7 месяцев и опять травмировался. В это время тренером стал Ханс-Петер Бригель. Его физических нагрузок не выдерживали многие, и Сидельников попросил президента Гюнтера Риттера найти ему новую команду. В итоге при Бригеле он ни разу не попал в заявку, а найти команду по ходу сезона оказалось трудно.
Стороны договорились, что Сидельников будет играть в региональной лиге за вторую команду с уменьшением зарплаты. Сыграв в 17 играх из 18, был признан лучшим в команде, но покинул команду.
В 1995 уехал в Корею, где играл за «Чоннам Дрэгонз».
В 1997 провёл за ЦСКА игру 1-го тура, после которой был отчислен.
Отыграв сезон 1998 года в родном «Днепре», в 1999 уехал в Азербайджан, где помог местному «Кяпазу» выиграть чемпионский титул (отыграл за команду 8 матчей). Однако в скором времени из-за травмы завершил активные выступления.
Позже — один из учредителей детско-юношеской футбольной школы «Олимпик».

## Достижения

### Командные
- Чемпион СССР: 1988
- Чемпион Азербайджана: 1999
- Серебряный призёр чемпионата СССР: 1989
- Обладатель Кубка СССР: 1989
- Обладатель Кубка сезона: 1989
- Обладатель Кубка Федерации СССР: 1989
- Чемпион Европы среди молодёжных команд: 1990
- Чемпион IX Спартакиады народов СССР 1986

### Личные
- В списке 33 лучших футболистов сезона в СССР (2): № 2 — 1989, 1990